# Lequn
Lequn (kinesiska: 乐群, 乐群满族乡) är en socken i Kina. Den ligger i provinsen Heilongjiang, i den nordöstra delen av landet, omkring 50 kilometer sydväst om provinshuvudstaden Harbin. Antalet invånare är 21 252. Befolkningen består av 10 432 kvinnor och 10 820 män. Barn under 15 år utgör 14,0 %, vuxna 15-64 år 79 %, och äldre över 65 år 6,0 %.
Genomsnittlig årsnederbörd är 728 millimeter. Den regnigaste månaden är juli, med i genomsnitt 160 mm nederbörd, och den torraste är januari, med 6 mm nederbörd.